# Émile Rouillon
Pour les articles homonymes, voir Rouillon.
Louis-Émile Rouillon, dit Émile Rouillon, né en 1842 et mort le 6 septembre 1890, est un ouvrier cordonnier, homme politique socialiste, communard et militant blanquiste

## Biographie
Dès 1860, il participe à des manifestations contre le Second Empire et rejoint, dès 1866, les groupes blanquistes dirigés par Émile Eudes, Ernest Granger et Auguste Blanqui, dont il devient l'organisateur du service d'ordre. Le 14 août 1870, il est impliqué dans l'attaque de la caserne des pompiers de la Villette avec ses camarades avec lesquels il tente de voler des armes.
En 1871, il participe à la Commune de Paris et fait partie de l'état major de Émile Eudes, alors général. Pendant la Semaine Sanglante, il est fait prisonnier et est incarcéré le 25 juin 1871 à l'île d'Aix puis est libéré le 8 janvier 1872 sur non-lieu du 28 décembre 1871.
Après l'amnistie de 1880, il participe, avec Ernest Granger et Édouard Vaillant, à la création du CRC (Comité révolutionnaire central) destiné à rassembler les militants blanquistes. Il en organise les réunions, les banquets, organise le service d'ordre pour les réunions du comité, devient dans le même temps, co-directeur et gérant du journal L'Intransigeant de Henri Rochefort et gérant du journal Le Cri du peuple. Détenant « une force qui lui tenait du prodige », Rouillon est à l'initiative d'opérations coup-de-poing contre des opposants politiques. En effet, en 1885, dans une réunion tenue par des bonapartistes au Cirque d'Hiver, il s'introduit avec une centaine de blanquistes pour ridiculiser leurs opposants aux cris de « Vous n'en voulez pas du suffrage universel ! ». S'ensuit une bagarre générale qui se finit au bout de deux heures par le départ des blanquistes au cri de « Vive la Commune ! ». Rouillon, en plus de son activité militante, est aussi cordonnier au Carreau du Temple (son travail consiste à racheter de vieux souliers pour les remettre à neuf et les revendre par la suite). Cela l'amène à fonder, en 1887, le Syndicat des chineurs et marchands du Temple dont il est délégué. Le 28 mai 1888, à l'occasion de l'anniversaire de la Semaine sanglante se déroulant au Mur des Fédérés, Rouillon, alors qu'il est sur le point de déposer la couronne de fleurs de L'Intransigeant, l'anarchiste Auguste Lucas lui tire deux coups de revolver dans sa direction. Il n'est pas touché mais deux hommes sont blessés et Lucas s'enfuit par dessus le mur et disparaît (il sera par la suite condamné à cinq ans de réclusion par la Cour d'assises de la Seine pour avoir tiré sur la foule),. La même année, Rouillon participe avec Vaillant, Granger et Emmanuel Chauvière, aux négociations avec le financier boulangiste Arthur Dillon, pour fonder le 21 juin 1888, le journal L'Homme Libre.
En 1889, au moment de la scission entre le CRC (Comité Révolutionnaire Central) de Vaillant et le CCSR (Comité central socialiste révolutionnaire) fondé par Granger et Ernest Roche, favorable au boulangisme et suivant Henri Rochefort, il décide de rejoindre, comme beaucoup d'autres blanquistes, le CCSR, dont il est un des principaux organisateurs. Il se présente comme candidat boulangiste aux élections législatives de septembre 1889 dans le quartier de Charonne (Seine) mais est battu par le radical-socialiste Alexandre Patenne par 2,401 voix contre 2,130 voix.
Le 28 mai 1890, le CCSR décide d'organiser un nouveau « pèlerinage » au Mur des Fédérés, seulement, ils tombent face aux blanquistes du CRC et une bagarre éclate. Pendant l'affrontement, le rédacteur de L'Égalité, Émile Odin, muni d'une « canne-hachette », blesse grièvement Rouillon. Pendant 4 mois, il se plaint de violentes douleurs et de maux de tête à son médecin. Il décède des suites de ses blessures, le 6 septembre 1890, à son domicile au 240 rue des Pyrénées. Il laisse derrière lui sa femme, un fils et deux filles. Ses obsèques ont lieu à son domicile et plusieurs discours sont tenus par des proches et des députés boulangistes comme Paulin-Méry.